# (36710) 2000 RR31
2000 RR31 (asteroide 36710) é um asteroide da cintura principal. Possui uma excentricidade de 0.15013900 e uma inclinação de 4.39227º.
Este asteroide foi descoberto no dia 1 de setembro de 2000 por LINEAR em Socorro.